# Runo leśne

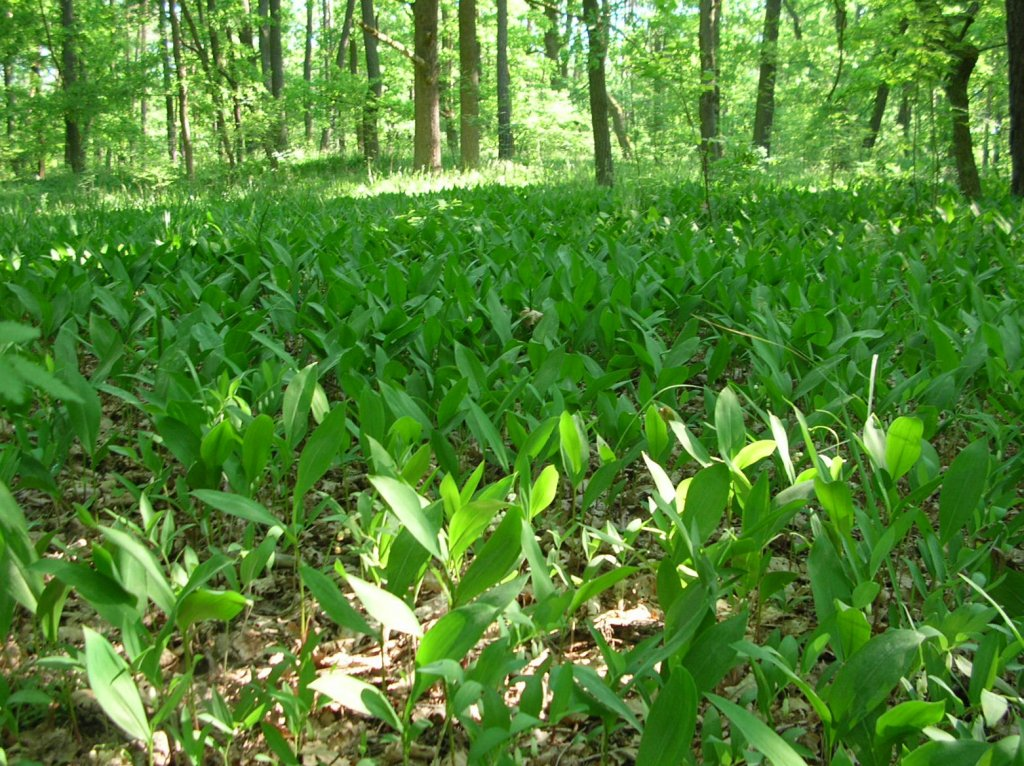
Runo leśne z dominacją konwalii majowej

Runo leśne – najniższa, przyziemna warstwa roślin i grzybów w lesie, przykrywająca jego dno. W skład runa wchodzą krzewinki, rośliny zielne, mszaki oraz nalot drzew i krzewów, według niektórych źródeł także niskie krzewy. Termin poza znaczeniem zwyczajowym stosowany jest głównie w leśnictwie. W opisie struktury warstwowej roślinności w botanice (zwłaszcza w fitosocjologii) osobno rozdziela się zazwyczaj warstwy krzewów, osobno roślin zielnych i krzewinek oraz mszaków i porostów.

## Skład i zróżnicowanie
Skład gatunkowy runa jest zależny od szeregu czynników ekologicznych: siedliska, zwarcia i składu drzewostanu, oddziaływania człowieka, klimatu i in. Ponieważ drzewostan ma istotny wpływ na warunki świetlne, wilgotnościowe, cieplne i glebowe, wraz z jego rozwojem i zmianami w nim zachodzącymi zmianom ulega również skład i struktura runa. W efekcie charakter runa leśnego jest bardzo zmienny w różnych formacjach i zespołach roślinnych, zmienia się także w zależności od pór roku i z wiekiem drzewostanu. 
W wilgotnych lasach równikowych dno lasu jest zwykle silnie zacienione – z powodu gęstych koron drzew do dna lasu dociera znikoma ilość światła. Runo jest w efekcie słabo rozwinięte i czasami w ogóle nie występuje. Utrzymują się w nim rośliny cieniolubne i cienioznośne, przede wszystkim rośliny zielne, paprotniki i mchy, liczne są grzyby rozkładające szczątki organiczne. Występują tu także pasożytnicze rośliny bezzieleniowe z rodzin bukietnicowatych i gałecznicowatych. W świetlistych zwykle lasach monsunowych runo jest dobrze rozwinięte i zazwyczaj zdominowane przez trawy zasychające w okresie suchym. Wilgotne lasy strefy umiarkowanej cechują się dobrze rozwiniętym runem, ze znacznym udziałem mszaków i paproci. Cechą charakterystyczną runa lasów liściastych zrzucających liście na zimę występujących w strefie umiarkowanej jest jego znaczne, sezonowe zróżnicowanie. W jego skład wchodzą głównie rośliny zielne, zwykle mniejszą rolę odgrywają krzewinki i mszaki. Runo rozwija się bujnie wiosną (istotną rolę odgrywają w nim geofity), gdy drzewa są jeszcze w stanie bezlistnym. W borealnych lasach iglastych w zależności od wilgotności runo może być mszyste (w miejscach wilgotnych) i porostowe (w miejscach suchych). Przy dużej ilości światła docierającej do dna lasu duży udział mają krzewinki i rośliny zielne.

## Wykorzystanie
Runo leśne poza znaczeniem biocenotycznym wykorzystywane jest do identyfikacji typów siedliskowych lasu na podstawie obecności gatunków runa różnicujących te typy. Liczne gatunki grzybów jadalnych, roślin owocodajnych, leczniczych i technicznych rosnących w runie leśnym pozyskiwane są w ramach ubocznej produkcji leśnej (jako uboczne użytki leśne).
Szczególne znaczenie runo leśne miało w identyfikacji tzw. typów leśnych według metodyki Aima Cajandera z pierwszej dekady XX wieku. Jego typologia leśna przyjęta z powodzeniem w Finlandii oparta została wyłącznie na analizie frekwencji gatunków tworzących runo leśne, bez rozdzielania go na warstwę zielną i mszystą. Metodyka ta wdrażana była także w innych krajach (np. w Niemczech) i miała wpływ na rozwój typologii leśnej w Europie. W stosowanej w Polsce typologii lasów wykorzystywane są przy identyfikacji typów siedliskowych lasu zestawy gatunków wskaźnikowych. Wynika to z założenia, że przy braku bezpośredniej ingerencji człowieka w skład runa, występowanie w nim gatunków o wąskim zakresie tolerancji może być istotną wskazówką odnośnie do odczynu gleby, jej wilgotności, składu mechanicznego i żyzności, a więc cech mających kluczowe znaczenie dla klasyfikacji typów siedliskowych lasu.